# Tadeusz Unkiewicz
Tadeusz Unkiewicz (ur. 29 grudnia 1906 w Warszawie, zm. 6 września 1959 tamże) – polski popularyzator nauki. 

## Życiorys
W latach 1945-1948 założyciel, redaktor naczelny i wydawca miesięcznika „Problemy”. Publikował też felietony w miesięczniku „Młody Technik” i tygodniku „Przekrój”.
Walczył w powstaniu warszawskim w stopniu podporucznika.
23 listopada 1955, w dziesięciolecie „Problemów” został odznaczony Krzyżem Kawalerskim Orderu Odrodzenia Polski.

## Dzieła
- Podróże mikrokosmiczne profesora Rembowskiego, Nasza Księgarnia, Warszawa, I wyd. 1956, II wyd. 1962
- Skradzione głowy, Iskry, Warszawa 1958
- Elmis (w antologii polskiej science-fiction Drugi próg życia), Nasza Księgarnia, 1980, ISBN 83-10-07710-6.